# Rio Reiser
Rio Reiser geboren als Ralph Christian Möbius (Berlijn, 9 januari 1950 - Fresenhagen, 20 augustus 1996) was een Duitse zanger, muzikant, componist, tekstdichter en acteur.

## Jeugd en opleiding
Ralph Christian Möbius’ vader was ingenieur bij Siemens AG, maar de familie moest meermaals verhuizen wegens overplaatsingen i.v.m. zijn werk. De familie woonde vervolgens in West-Berlijn, Traunreut/Oberbayern, Neurenberg, Brühl bij Mannheim, Fellbach en Rodgau/Nieder-Roden. Zijn broers zijn Peter en Gert Möbius.
Hij verliet voortijdig de opleiding aan het Melanchton Gymnasium in Nürnberg, om in plaats daarvan een opleiding te volgen in een fotografenstudio in Offenbach-Bieber. Hij leerde zichzelf cello, gitaar en piano spelen.
Zijn geboortenaam veranderde hij in Rio Reiser, in navolging van de hoofdfiguur van de psychologische roman Anton Reiser van Karl Philipp Moritz. Tijdens zijn jeugd was hij een grote fan van The Beatles en later van The Rolling Stones.
In 1970 kwam hij open uit voor zijn homoseksualiteit, maar hij nam hieromtrent pas een standpunt in vanaf 1986 tijdens interviews en talkshows.

## Carrière
In januari 1966 vroeg R.P.S. Lanrue, de latere gitarist, componist en medeoprichter van Ton Steine Scherben aan Rio Reiser, of deze in zijn band Beat Kings, die hoofdzakelijk beatmuziek coverde, wilde meezingen. Nog in hetzelfde jaar richtten Reiser en Lanrue samen de rockband Galaxis op, waarin ze nu en dan eigen nummers speelden. Later beëindigde Reiser zijn opleiding bij de fotostudio in Offenbach/Bieber om naar West-Berlijn te verhuizen. Daar componeerde hij in opdracht van zijn broers de liederen voor de eerste beatopera ter wereld Robinson 2000, die echter geen commercieel succes werd.

### Ton Steine Scherben
In 1970 richtten Reiser en Lanrue, samen met Kai Sichtermann en Wolfgang Seidel de band Ton Steine Scherben op. In hetzelfde jaar had de groep hun eerste live optreden op het door Beate Uhse gesponsorde Love and Peace-Festival. Met de beide zelf uitgebrachte albums Warum geht es mir so dreckig (1971) en vooral Keine Macht für Niemand (1972) stelde de groep de status, gedachten en stromingen van de geradicaliseerde linksen in West-Duitsland na 1968 aan de kaak. Men noemde dit Agitrock, een mengeling van politieke agitatie en rockmuziek met Duitse teksten. De band kreeg vrij snel een cultstatus, bijvoorbeeld met de Rauch-Haus-Song, de soundtrack van het krakers-wereldje in Berlin-Kreuzberg en andere Westduitse steden, waar ze optraden. Navolgend aan concerten van de band kwam het meestal tot een huisbezetting.
Nadat de band zich herhaaldelijk als jukebox van de linksen in Berlijn misbruikt voelde, trokken ze naar Fresenhagen in Noordfriesland. Daar ontstond het dubbelalbum Wenn die Nacht am tiefsten …, nog voordat de band een meerjarige rustperiode nam, echter verder als commune samenleefde. Tijdens deze periode ontstonden hoorspelen, kinderplaten en muzikale bijdragen voor theaterstukken van de homofiele theatergroep Brühwarm (onder andere met Corny Littmann), zoals bijvoorbeeld Mannstoll en Entartet.
In 1981 was er een comeback met de sombere dubbel-lp IV, waarmee de band zich voorgoed bevrijdde van hun status als polit-combo. Om het album te promoten, besloot men na jaren van live-afwezigheid, wederom uitgebreid op tournee te gaan. De toon werd gezet en de tournee grotendeels uitverkocht. Door miscalculaties van een externe tourneemanager konden de kosten voor de licht- en geluidsinstallatie en de deels luxueuze huisvesting bij entreeprijzen onder 10 DM niet worden verantwoord, waardoor de band met een verlies van ongeveer 300.000 DM opgezadeld werd. Met het nieuwe management met Claudia Roth en Misha Schoeneberg zou worden getracht om de schuldenberg te verminderen. Nadat de lp Scherben in 1983 was verschenen, volgden meerdere tournees.
In 1985 werd de band ontbonden na de publicatie van hun tot dusver enige livealbum Live in Berlin 84 en de financiële misère.

### Solocarrière
Rio Reiser en de band hadden rond 200.000 DM schulden, maar konden en wilden zich niet verkopen aan de industrie. Annette Humpe (ex-Ideal), die reeds in 1984 Reisers eerste single Dr. Sommer geproduceerd had, stelde hem voor bij George Glueck, zijn latere manager.
Udo Arndt en Annette Humpe produceerden samen in 1985/1986 Reisers eerste soloalbum Rio I voor CBS. Het album werd samengesteld uit de talrijke demo's, die Ton Steine Scherben hadden opgenomen voor een verdere lp. Zijn solocarrière startte met zijn grootste hits König von Deutschland en Junimond en hij was zo succesvol, dat hij na een korte periode schuldenvrij was. Het artwork van zijn albums werd gemaakt door Thomas Fehlmann van Palais Schaumburg (band).
Veel fans van de band Ton Steine Scherben konden en wilden het weliswaar niet goedkeuren, dat hij als idool van het linksalternatieve platform een commercieel succesvolle muzikant in het vaarwater van de NDW wilde zijn. Daarbij erkenden ze niet, dat de meeste nummers, die Reiser tijdens zijn solocarrière had opgenomen en gespeeld, oude nummers waren van zijn vroegere band (Junimond, Menschenfresser, Jetzt schlägt's Dreizehn, Irrenanstalt en König von Deutschland werden reeds in 1976 live gespeeld). De nummers werden echter opgenomen door professionele studiomuzikanten. Tijdens de liveoptredens werd Reiser door talrijke muzikanten uit het Scherben-milieu begeleid, waaronder R.P.S. Lanrue tot 1988.
In 1986 sloot Rio Reiser met een Allstar-band (met onder andere Herbert Grönemeyer, de Rodgau Monotones, de Toten Hosen en Herwig Mitteregger) voor meer dan 100.000 toeschouwers het Anti-WAAhnsinns-Festival af. Als laatste nummer speelde hij alleen op de piano een versie van Somewhere over the Rainbow.
De daaropvolgende lp Blinder Passagier (1987) kon niet aan de hoge verwachtingen, die het debuut aangewakkerd had, voldoen. In plaats van een opvolger te produceren voor de hit König von Deutschland, schreef hij naast rocksongs liever zeemans-, hartstochtelijke en slaapliederen. De tournee bij het album was desondanks een groot succes en bracht hem in oktober 1988 voor twee concerten op uitnodiging van de FDJ naar Oost-Berlijn.
Het concert, waarvoor Reiser nog een paar Scherben-klassiekers meer als normaal in het programma had opgenomen, werd opgenomen en uitgezonden door de DDR-jeugdradiozender DT 64. Uiteraard ontbrak bij de uitzending het nummer Der Traum ist aus. Als voorgroep speelde Lutz Kerschowski, die later als gitarist in Rio's band speelde en tegenwoordig de muzikale bewaarder is van zijn erfenis.
Na een gastoptreden met band in de Schimanski-serie Tatort Der Pott (1989) ging Reiser met zijn derde lp *** Sternchen uit 1990 een nieuwe muzikale weg. Geproduceerd door Udo Arndt en Reinhold Heil, deed hij afstand van rockende tonen ten gunste van elektronische sounds en gesampelde vioolspelers. De lp bevat met Zauberland een lied, dat als treurzang op de te gronde gaande DDR was bedoeld. Het was echter reeds jaren geleden geschreven en al in 1988 op concerten gespeeld.
In 1990 ontving Reiser krachtens zijn compositorische prestaties op het gebied van Duitstalige muziek de Fred Jay-prijs voor zijn composities voor Marianne Rosenberg.
In 1991 verscheen het album Durch die Wand, waarmee hij tot de ongeslepen rockende tonen terugkeerde. De kritieken waren buitengewoon positief, maar de publieke interesse bleef binnen de perken. Bovendien moest de geplande tournee naar aanleiding van zijn verslechterende gezondheidstoestand worden geannuleerd.
In november 1991 zou Reiser in de talkshow Holgers Waschsalon van Holger Weinert optreden, maar in plaats daarvan ging hij er op de dag van de uitzending vandoor met zijn nieuwe vriend.
Bij het Heute Die-Morgen Du-concert in Frankfurt am Main in 1992 trad Reiser samen met enkele van de bekendste Duitse groepen op en begeleidde Marianne Rosenberg aan de piano bij Der Traum ist aus. Voor deze gelegenheid schreef en speelde hij samen met Ulla Meinecke het nummer Zeitreise, later gepubliceerd als 13. Dezember.
Annette Humpe produceerde in 1993 het album Über Alles. Hij verraste met een volksmuziek uit beat, polka, Ventures-gitaren, West Coast-hiphop, shanties en Bob Dylan en met rave- en house-soundelementen. De plaat bevatte met Irrenanstalt een nummer, die wel voor de theatergroep Brühwarm was geschreven en reeds was verschenen in 1977, maar die zich ook in het live-repertoire van de Scherben bevond.
In 1994 verscheen de in samenwerking met Hannes Eyber ontstane autobiografie König von Deutschland. Wellicht gelijktijdig nam hij zijn grootste hit König von Deutschland met deels nieuwe teksten opnieuw op voor het gelijknamige Best Of-album.
Reisers zesde en laatste soloplaat heet Himmel und Hölle en was tevens zijn laatste album, dat hij bij Sony Music Entertainment publiceerde. In 1995 zou eigenlijk slechts het nummer Träume als titelsong voor de Tatort-aflevering Im Herzen Eiszeit opgenomen worden, waarin hij een hoofdrol speelde. Men besliste echter plotseling, een compleet album op te nemen. De plaat werd opgenomen door dezelfde studiobezetting, die reeds in 1986 bij Reisers debuutalbum had meegewerkt.
In de vroege zomer van 1996 ging Reiser ondanks zijn slechte gezondheid op een Duitsland-tournee, waaronder ook meerdere open-air-concerten in Berlijn. Echter kort voor het eerste geplande optreden moest de tournee worden geannuleerd. Reiser gaf zijn laatste officiële concert op 24 mei 1996 in het uitverkochte Malzhaus in Plauen/Vogtland. Vijf dagen voorafgaande aan zijn overlijden liet hij aan R.P.S. Lanrue weten, dat hij zijn volgende plaat weer bij de David Volksmund Produktion wilde uitbrengen om weer onafhankelijk te zijn.

### Theater en film
Rio Reiser was net als zijn broers Peter en Gert ook als acteur werkzaam, onder andere bij Hoffmanns Comic Teater en de Roten Steinen, een Berlijns leerling-theatercollectief. In 1977 kreeg Reiser voor zijn eerste filmrol in de film Johnny West de Gouden Bundesfilmprijs. Oorspronkelijk was Herbert Grönemeyer voor deze rol gecontracteerd, maar wegens liefdesperikelen met de hoofdrolspeelster en vriendin van de regisseur, werd de rol aan Reiser vergeven.
Samen met Lanrue schreef hij muziek en teksten voor talrijke theaterstukken, onder andere voor het homo-jeugdtheater Brühwarm. Hij schreef bovendien muziek voor talrijke toneelstukken, voor het grootste deel voor zijn broer Peter. Een gedeelte van de zo ontstane composities werd in 2007 op de cd Rio Reiser singt Lieder von kleinen und großen Vorstadttigern gepubliceerd.
Samen met Armin Petras en Philipp Stölzl zou de musical Knock Out Deutschland (1994) in het voorprogramma van een WK-bokswedstrijd van Henry Maske in Frankfurt an der Oder in wereldpremière gaan. Dit ging echter niet door. De musical had op 15 oktober 1994 première in de Städtischen Theatern Chemnitz.
In 1995 speelde Reiser samen met Rudolph Moshammer in de Tatort-aflevering Im Herzen Eiszeit van de BR een voormalige kraker, die zich na zijn vrijlating na elf jaar gevangenis in een voor hem vreemd geworden wereld moest doorslaan. Voor de film componeerde Reiser de titelsong Träume.

### Verdere activiteiten
Parallel aan Ton Steine Scherben en zijn solocarrière werkte hij ook als producent en co-producent voor onder andere Brühwarm, Wolfgang Michels, die Stricher en zijn oude vriend Misha Schoeneberg. Als tekstschrijver werkte hij onder andere voor Marianne Rosenberg, Klaus Lage, Kralle Krawinkel (ex-Trio), Uwe Ochsenknecht en Wolfgang Michels, met wie hij aan drie lp's en diverse nummers (Bald zuhause van Familienalbum, Ich bin müde, Herzverloren) samenwerkte.

## Privéleven en overlijden
Rio Reiser overleed op 20 augustus 1996 op 46-jarige leeftijd aan een stoornis van de bloedsomloop door inwendige bloedingen, ten gevolge van langdurig alcoholmisbruik. Na lang touwtrekken met de autoriteiten werd hij uiteindelijk bijgezet op zijn privékavel. Na de verkoop van de kavel werden zijn stoffelijke resten op 11 februari 2011 herbegraven op het oude St. Matthäus-kerkhof in Berlijn.

## Ter nagedachtenis
Tegenwoordig ontfermen zijn broers Peter en Gert Möbius zich over de nagedachtenis van Reiser. Met een herdenkingsconcert in het Berlijnse Tempodrom namen op 1 september 1996 afscheid van Rio Reiser: zijn vroegere band Ton Steine Scherben, die Einstürzenden Neubauten, Engerling, Nationalgalerie, Pe Werner, Ulla Meinecke, Marianne Rosenberg, Lutz Kerschowski, Herbert Grönemeyer, Keimzeit, Haindling, Tim Fischer, Freygang en John Banse. De avond werd gepresenteerd door Corny Littmann.
Van januari tot maart 2010 vond in het Schwulen Museum in Berlijn ter gelegenheid van Reisers 60e verjaardag een tentoonstelling plaats over zijn leven en werk. Op 17 augustus 2012 werd de straat bij het Kulturzentrum Lindenbrauerei naar hem benoemd. Op 20 augustus werd aan de Tempelhofer oever in Berlijn een gedenksteen onthuld.

## Discografie

### Singles
- 1984: Dr. Sommer
- 1986: Alles Lüge
- 1986: Junimond
- 1986: König von Deutschland
- 1986: Für immer und dich
- 1987: Blinder Passagier
- 1988: Manager
- 1988: Ich denk an dich
- 1989: Über Nacht (Tatort-titelsong Der Pott)
- 1990: Geld
- 1990: Zauberland
- 1991: Jetzt schlägt's 13
- 1991: Nur dich
- 1993: Nimmst du mich mit
- 1993: Inazitti
- 1994: König von Deutschland #94
- 1995: Straße

### Studioalbums
- 1986: Rio I.
- 1987: Blinder Passagier
- 1991: Durch die Wand
- 1993: Über Alles
- 1995: Himmel und Hölle (herpublicatie: 28 januari 2002)

### Livealbum
- 1999: Live in der Seelenbinder-Halle, Berlin/ DDR 1988

### Verdere albums
- 1998: Am Piano 1
- 1999: Am Piano 2
- 2000: Am Piano 1-3 (3 lp's)
- 2007: Rio Reiser singt Lieder von kleinen und großen Vorstadttigern (tot dan niet-gepubliceerde songs uit theaterstukken, hoorspelen)

### Tribute-albums
- 1996: Abschied von Rio (live dubbel-cd, met Herbert Grönemeyer, Ulla Meinecke, Ton Steine Scherben, Haindling, e.a.)
- 2003: Familienalbum (met Die Sterne, Fehlfarben, Fettes Brot, Nena, Marianne Rosenberg, Söhne Mannheims, Paula en de niet-gepubliceerde Rio-Reiser-song Herzverloren)
- 2005: Familienalbum II (tribute-cd)

### Compilaties
- 1994: König von Deutschland – Das Beste von Rio Reiser ( König von Deutschland ’94)
- 1996: Balladen
- 1997: Unter Geiern (dubbel-cd, Best of met B-kanten, remixen)
- 2000: Junimond – Die Balladen
- 2000: Alles Lüge – Best
- 2003: Zwischen Null und Zero (dubbel-cd, B-kanten, remixen)
- 2016: Alles und noch viel mehr – Das Beste
- 2016: Blackbox Rio Reiser (cd-box met 16 cd's, bijna alleen tot nu toe niet-gepubliceerde songs)

### DVD's
- 2003: Ton Steine Scherben – Land in Sicht (live-opname van 30 mei 1983 vanuit de Offenbacher Stadthalle)
- 2005: Konzert, Videos, Interviews (live-opname vanuit de Seelenbinderhalle & alle video's)

## Filmografie

### Filmmuziek
- 1979: Die Nacht mit Chandler – regie: Hans Noever
- 1980: Total vereist – regie: Hans Noever (met Ton Steine Scherben)
- 1986: WAAhnsinn – Der Wackersdorf-Film – regie: Helge Cramer, Uwe Heitkamp, Michael Herl, Christian Wagner
- 1986: Spaltprozesse – regie: Bertram Verhaag, Claus Strigel
- 1986: Geschichten aus zwölf und einem Jahr – regie: Manfred Stelzer
- 1986: Va Banque – regie: Diethard Küster
- 1987: Die Chinesen kommen – regie: Manfred Stelzer
- 1988: Tatort: Der Pott – regie: Karin Hercher
- 1988: Himmelsheim – regie: Manfred Stelzer
- 1989: Der Schönste – regie: Burghard Schlicht
- 1990: Türmers Traum – regie: Peter Möbius, Uwe Penner
- 1995: Tatort: Im Herzen Eiszeit – regie: Hans Noever
- 1996: Polizeiruf 110: Gefährliche Küsse – regie: Manfred Stelzer

### Als vertolker
- 1977: Johnny West – regie: Roald Koller
- 1979: Die Nacht mit Chandler – regie: Hans Noever
- 1980: Total vereist – regie: Hans Noever
- 1986: Va Banque – regie: Diethard Küster
- 1988: Tatort: Der Pott – regie: Karin Hercher
- 1989: Der Schönste – regie: Burghard Schlicht
- 1995: Tatort: Im Herzen Eiszeit – regie: Hans Noever
- 1996: Die Gang, aflevering: Liebeslied für eine Leiche (tv-serie)

### Over Rio Reiser
- 1997: Ich bieg' dir den Regenbogen – biografische documentaire film, regie: Peter Möbius
- 2000: Scherben in Friesland – Film-Tagebuch, regie: Egon Heinrich Bunne
- 2005: Rio Reiser – König von Deutschland – muziekrevue/theaterbewerking, regie: Stefan Paul
- 2006: Jan Plewka singt Rio Reiser. Eine Reminiszenz an den König von Deutschland – regie: Stefan Paul
- 2007: Alles Lüge – Auf der Suche nach Rio Reiser – speelfilm met documentarische fragmenten, regie: Barbara Teufel
- 2008: Lass uns 'n Wunder sein – auf der Suche nach Rio Reiser – documentatie, regie: Stefan Paul
- 2013: Rio Reiser – König von Deutschland – muzikale biografie van Heiner Kondschak, regie: Dominik Günther

- Gemeinsame Normdatei: 119146029
- International Standard Name Identifier: 0000 0000 5537 0114
- Library of Congress Control Number: nb2003089897
- MusicBrainz: cdc82eb3-7eac-4387-baf8-cd3bac0f5092
- Système universitaire de documentation: 127341528
- Virtual International Authority File: 15573345
- WorldCat: E39PBJht9kFXRqTRy6mhXdBMfq